# Atchison, Topeka and Santa Fe Railway

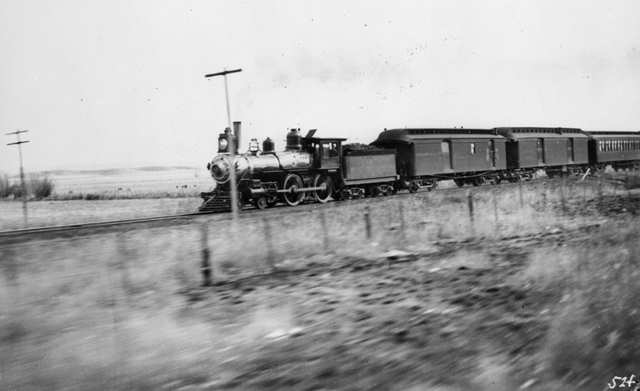
Um trem de passageiros da AT&SF em operação, cerca de 1895.

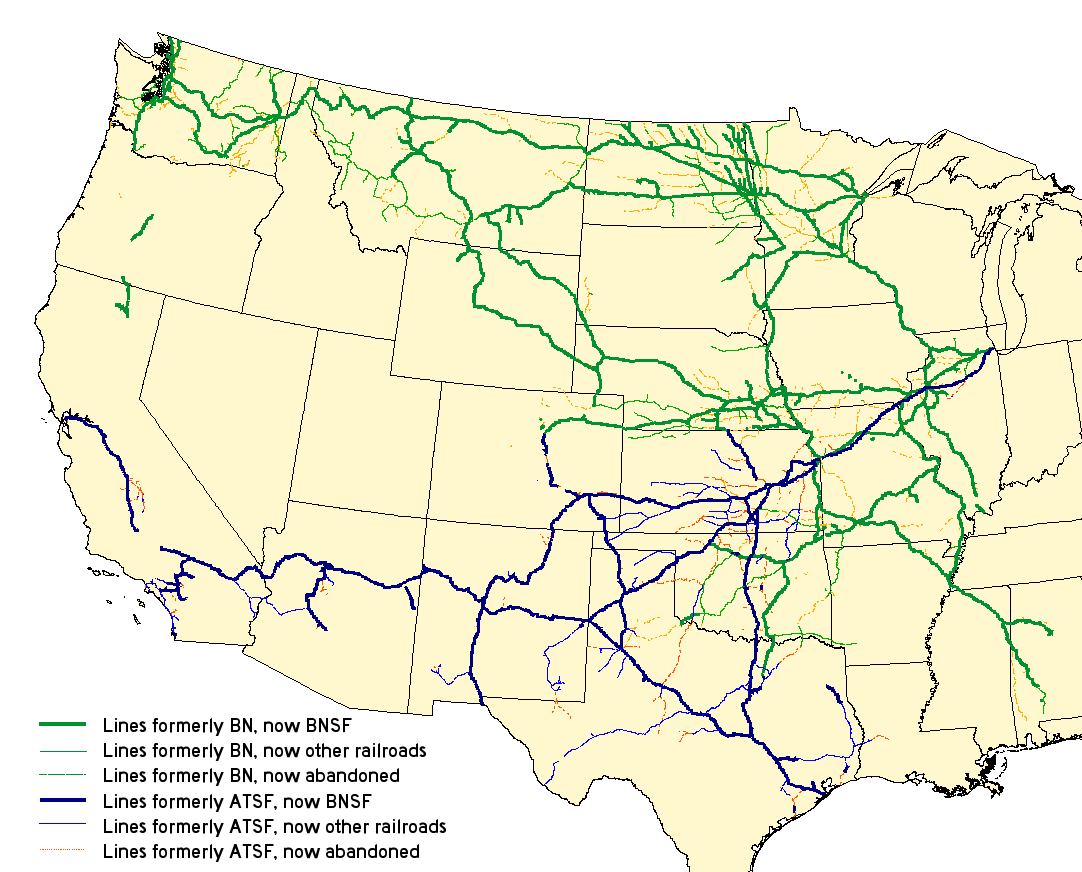
A malha ferroviária da AT&SF (exibida em azul), no tempo da fusão com a BNSF.

A Atchison, Topeka and Santa Fe Railway (ATSF), frequentemente abreviada como Santa Fe, foi uma das maiores companhias ferroviárias da história dos Estados Unidos. A companhia foi licenciada em fevereiro de 1859.
A Atchison, Topeka and Santa Fe Railway encerrou oficialmente suas operações em 31 de dezembro de 1995, ocasião da sua fusão com a Burlington Northern Railroad, formando a Burlington Northern and Santa Fe Railway.

## Ferrovias predecessoras, subsidiárias e linhas alugadas
- California, Arizona and Santa Fe Railway (1911-1963)
  - Santa Fe, Prescott and Phoenix Railway (1892-1911)
    - Arizona and California Railway (1903-1905)
    - Bradshaw Mountain Railroad (1902-1912)
    - Prescott and Eastern Railroad (1897-1911)
    - Phoenix and Eastern Railroad (1895-1908)
- California Southern Railroad (1880-1906)
- Grand Canyon Railway (1901-1942)
  - Santa Fe and Grand Canyon Railroad (1897-1901)
- Minkler Southern Railway Company (1913-1992?)
- New Mexico and Arizona Railroad (1882-1897)
- New Mexico and Southern Pacific Railroad Company (1878-?)
- Santa Fe Pacific Railroad (1897-1902)
  - Atlantic and Pacific Railroad (1880-1897)
- Sonora Railway
- Verde Valley Railway (1913-1942)
- Western Arizona Railway (1906-1931)
  - Arizona and Utah Railway (1899-1933)

## Presidentes
Presidentes da Atchison, Topeka and Santa Fe Railway:
- Cyrus K. Holliday: 1860–1863
- Samuel C. Pomeroy: 1863–1868
- William F. Nast: September 1868
- Henry C. Lord: 1868–1869
- Henry Keyes: 1869–1870
- Ginery Twichell: 1870–1873
- Henry Strong: 1873–1874
- Thomas Nickerson: 1874–1880
- T. Jefferson Coolidge: 1880–1881
- William Barstow Strong: 1881–1889
- Allen Manvel: 1889–1893
- Joseph Reinhart: 1893–1894
- Aldace F. Walker: 1894–1895
- Edward Payson Ripley: 1896–1920
- William Benson Storey: 1920–1933
- Samuel T. Bledsoe: 1933–1939
- Edward J. Engel: 1939–1944
- Fred G. Gurley: 1944–1958
- Ernest S. Marsh: 1958–1967
- John Shedd Reed: 1967–1986
- W. John Swartz: 1986–1988
- Mike Haverty: 1989–1991
- Robert Krebs: 1991–1995

## Trens regulares
A Santa Fe operou os seguintes trens batizados em linhas regulares:
- The Angel: São Francisco, Califórnia — Los Angeles, Califórnia — San Diego, Califórnia
- The Angelo: San Angelo, Texas — Fort Worth, Texas
- The Antelope: Oklahoma City, Oklahoma — Kansas City, Missouri
- Atlantic Express: Los Angeles, Califórnia — Kansas City, Missouri
- California Express: Chicago, Illinois — Kansas City, Missouri — Los Angeles, Califórnia
- California Fast Mail: Chicago, Illinois — Los Angeles, Califórnia — São Francisco, Califórnia
- California Limited: Chicago, Illinois — São Francisco, Califórnia (via Los Angeles)
- California Special: Los Angeles, Califórnia — Clovis, Novo México
- Cavern: Clovis, Novo México — Carlsbad, Novo México (conectado com o Scout)
- Centennial State: Denver, Colorado — Chicago, Illinois
- Central Texas Express: Sweetwater, Texas — Lubbock, Texas
- Chicagoan: Kansas City, Missouri — Chicago, Illinois
- Chicago Express: Newton, Kansas — Chicago, Illinois
- Chicago Fast Mail: São Francisco, Califórnia — Los Angeles, Califórnia — Chicago, Illinois
- Chicago-Kansas City Flyer: Chicago, Illinois — Kansas City, Missouri
- The Chief: Chicago, Illinois — Los Angeles, Califórnia
- Eastern Express: Lubbock, Texas — Amarillo, Texas

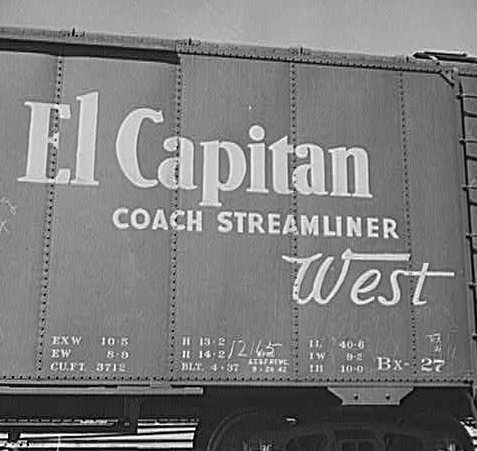
Um anúncio em um vagão do El Capitan. Março de 1943.

- El Capitan: Chicago, Illinois — Los Angeles, Califórnia
- El Pasoan: El Paso, Texas — Albuquerque, Novo México
- El Tovar: Los Angeles, Califórnia — Chicago, Illinois (via Belen)
- Fargo Fast Mail/Express: Belen, Novo México — Amarillo, Texas — Kansas City, Missouri — Chicago, Illinois
- Fast Fifteen: Newton, Kansas — Galveston, Texas
- Fast Mail Express: São Francisco, Califórnia (via Los Angeles) — Chicago, Illinois
- Golden Gate: Oakland, Califórnia — Bakersfield, Califórnia
- Grand Canyon Limited: Chicago, Illinois — Los Angeles, Califórnia
- The Hopi: Los Angeles, Califórnia — Chicago, Illinois
- Kansas Cityan: Chicago, Illinois — Kansas City, Missouri
- Kansas City Chief: Kansas City, Missouri — Chicago, Illinois
- Los Angeles Express: Chicago, Illinois — Los Angeles, Califórnia
- The Missionary: São Francisco, Califórnia — Belen, Novo México — Amarillo, Texas — Kansas City, Missouri — Chicago, Illinois
- Navajo: Chicago, Illinois — São Francisco, Califórnia (via Los Angeles)
- Oil Flyer: Kansas City, Missouri — Tulsa, Oklahoma
- Overland Limited: Chicago, Illinois — Los Angeles, Califórnia
- Phoenix Express: Los Angeles, Califórnia — Phoenix, Arizona
- The Ranger: Kansas City, Missouri — Chicago, Illinois
- The Saint: San Diego, Califórnia — Los Angeles, Califórnia — São Francisco, Califórnia
- San Diegan: Los Angeles, Califórnia — San Diego, Califórnia
- San Francisco Chief: São Francisco, Califórnia (via Los Angeles) — Chicago, Illinois
- San Francisco Express: Chicago, Illinois — São Francisco, Califórnia (via Los Angeles)
- Santa Fe de Luxe: Chicago, Illinois — Los Angeles, Califórnia — São Francisco, Califórnia
- Santa Fe Eight: Belen, Novo México — Amarillo, Texas — Kansas City, Missouri — Chicago, Illinois
- The Scout: Chicago, Illinois — São Francisco, Califórnia (via Los Angeles)
- South Plains Express: Sweetwater, Texas — Lubbock, Texas
- Super Chief: Chicago, Illinois — Los Angeles, Califórnia
- The Texan: Houston, Texas — New Orleans, Louisiana
- Texas Chief: Galveston, Texas — Chicago, Illinois
- Tourist Flyer: Chicago, Illinois — São Francisco, Califórnia (via Los Angeles)
- The Tulsan: Tulsa, Oklahoma — Kansas City, Missouri
- Valley Flyer: Oakland, Califórnia — Bakersfield, Califórnia
- West Texas Express: Amarillo, Texas — Lubbock, Texas